# Jan Bogumił Freyer

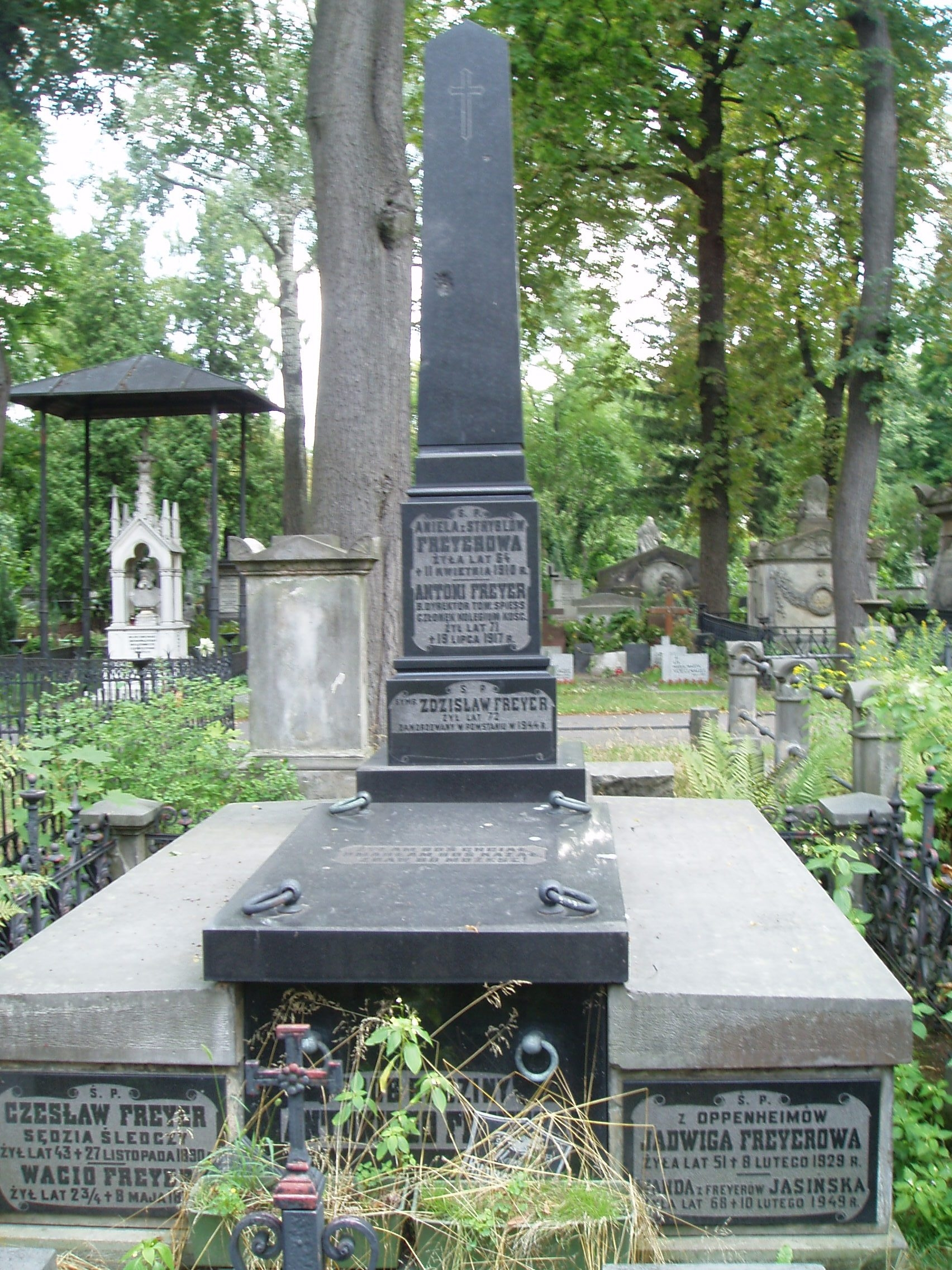
Grobowiec Freyerów w Warszawie

Jan Bogumił Freyer (także: Johann Gottlieb, ur. 8 lutego 1778 w Siedlcach, zm. 18 listopada 1828 w Warszawie) – lekarz, społecznik, profesor Królewskiego Uniwersytetu Warszawskiego. 

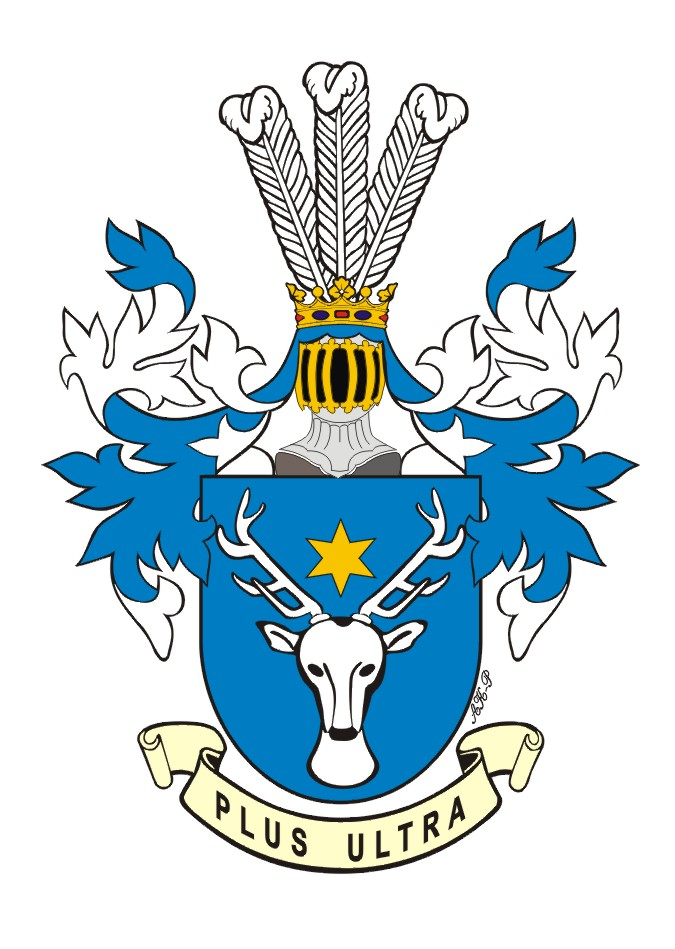
Herb Jerzysław

Był synem królewskiego aptekarza nadwornego z Siedlec, pochodzącego z Dolnego Śląska Jana Jerzego (Johanna Georga) Freyera, który osiedlił się w Polsce w 2. poł. XVIII wieku i Magdaleny Elizy nieznanego nazwiska. Jan Bogumił ożenił się z Karoliną Wilhelminą Hermann, a po jej śmierci (1813) z Fryderyką Joanną Hermann.
Ukończył gimnazjum w Toruniu, a w 1797 rozpoczął studia na wydziale filozoficznym i lekarskim na Uniwersytecie Albertyna w Królewcu, kontynuował studia medyczne na uniwersytecie w Göttingen, gdzie uzyskał dyplom w 1802. Powrócił do Siedlec i prowadził prywatną praktykę lekarską do 1807, kiedy został powołany przez ks. Konstantego Adama Czartoryskiego na lekarza nadwornego do Międzyrzeca Podlaskiego. W 1809 przeniósł się do Warszawy, gdzie objął w 1813 stanowisko lekarza miasta Warszawy, a od 1816 lekarza departamentowego. Od 1811 był wykładowcą Szkoły Lekarskiej, a następnie Królewskiego Uniwersytetu Warszawskiego i w 1819 uzyskał tytuł profesora. Od 1818 był dziekanem wydziału lekarskiego, kierował także Kliniką Chorób Wewnętrznych. Prowadził aktywną działalność społeczną, był prezesem Rady Ogólnej Lekarskiej, członkiem Warszawskiego Towarzystwa Lekarskiego oraz Towarzystwa Przyjaciół Nauk. Pozostawił cenny dorobek naukowy w dziedzinie medycyny, głównie podręczniki dla studentów. „Materya medyczna, czyli nauka o sposobie stosowania środków lekarskich” i „Terapia szczegółowa” w języku łacińskim. W roku 1823 otrzymał dziedziczne szlachectwo Królestwa Kongresowego z herbem Jerzysław, ku czci także jego ojca. Zmarł na gruźlicę płuc, pozostawiając żonę Fryderykę i dziesięcioro dzieci nieomal bez środków do życia.
Wybitnym lekarzem był również jego syn Jan Karol Freyer (* 1808 – † 1867), którego syn Antoni, farmaceuta, zasłużył się m.in. jako jeden z założycieli Warszawskiego Towarzystwa Muzycznego. Potomkowie Jana Bogumiła piastowali wysokie stanowiska w przemyśle farmaceutycznym w Kongresówce (zakłady Ludwik Spiess i Synowie w Tarchominie, ob. Polfa). Rodzinny grobowiec Freyerów znajduje się na cmentarzu ewangelickim w Warszawie. (Aleja 7 nr 34).